# Orange Slovensko
Orange Slovensko, a.s. (dawniej Globtel) – słowacki dostawca telefonii komórkowej. Jest największym na Słowacji operatorem komórkowym z 2,4 mln abonentów.
Rozpoczął działalność w 1997 roku.